# Conte di Clancarty
Conte di Clancarty è un titolo nobiliare inglese nella Parìa d'Irlanda.

## Storia

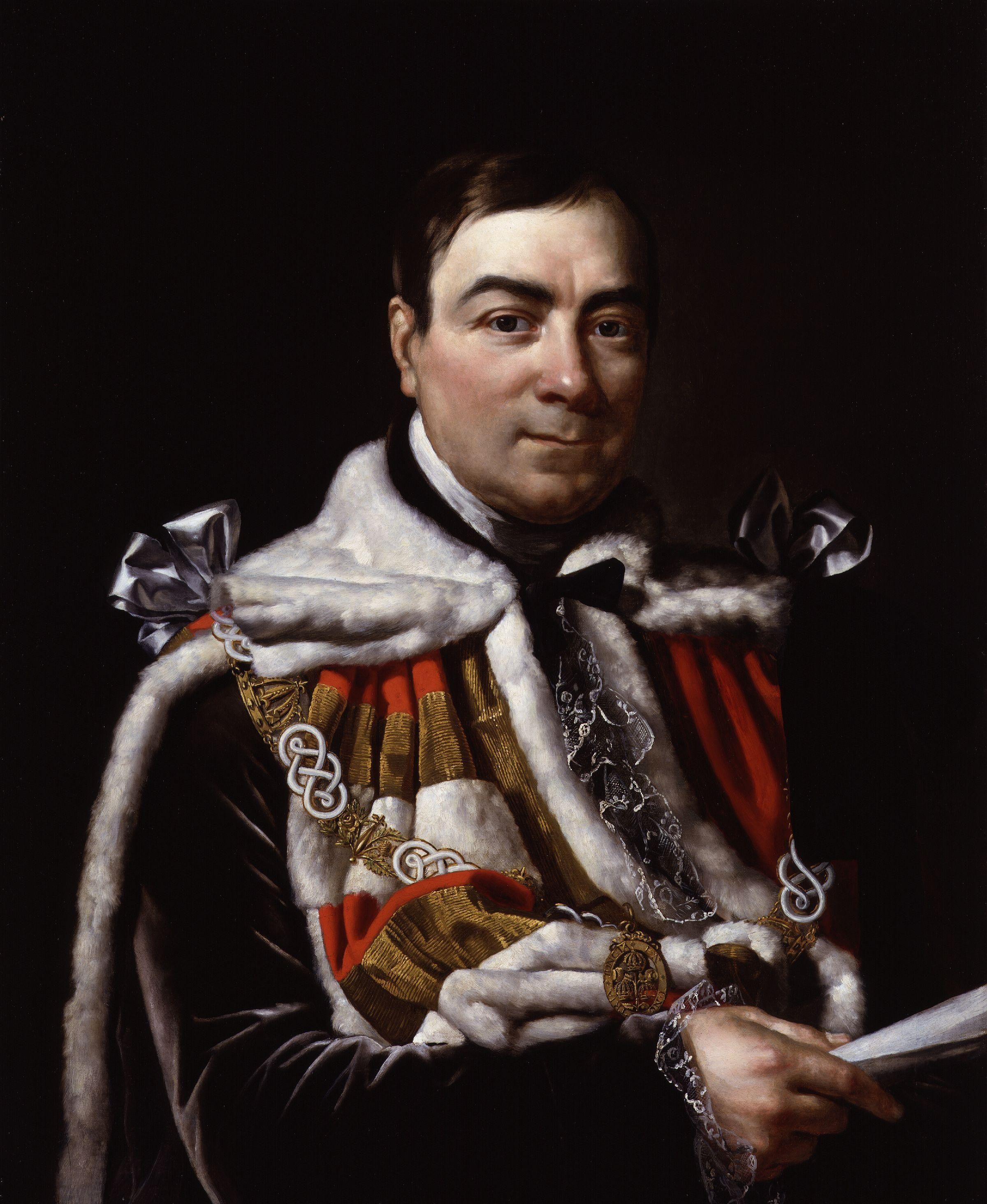
Richard Trench,
II conte di Clancarty

Conte di Clancarty è un titolo creato nella Parìa d'Irlanda. Questo venne creato per la prima volta in favore di Donough MacCarty, II visconte Muskerry, dei MacCarthy di Muskerry. Questi aveva già rappresentato la Contea di Cork alla camera dei comuni irlandese ed era già stato creato Baronetto nel Baronettaggio della Nuova Scozia nel 1638 circa, prima di succedere alla vicecontea. Il titolo di Visconte Muskerry era stato creato nella Parìa d'Irlanda nel 1628 per suo padre Charles MacCarty. Il I conte Donough MacCarty venne succeduto da suo nipote Charles, II conte; questi era figlio di Charles MacCarty, visconte Muskerry, che venne ucciso durante la Seconda guerra anglo-olandese. Charles, lord Clancarty era morto ancora infante e venne succeduto da suo zio Callaghan MacCarty, III conte. Alla sua morte i titoli passarono a suo figlio Donough MacCarty, il IV conte. Questi fu un sostenitore di Giacomo II e per questo nel 1691 venne privato dei suoi titoli. Suo figlio ed erede apparente, Robert MacCarty, visconte Muskerry, prestò servizio come Governatore di Newfoundland ma venne escluso dall'Indemnity Act 1747 col quale venivano perdonati i giacobiti.
Il titolo venne creato una seconda volta nel 1803 in favore di William Trench, I visconte Dunlo. Questi già in precedenza rappresentò la Contea di Galway al parlamento irlandese ed era stato creato Barone Kilconnel di Garbally nella Contea di Galway, nel 1797, nonché Visconte Dunlo, di Dunlo e Ballinasloe nelle contee di Galway e Roscommon, nel 1801. Questi titoli vennero creati nella parìa d'Irlanda. Trench era discendente di una delle figlie del primo visconte Muskerry, anche se la sua elevazione al titolo avvenne nel 1803. Lord Clancarty ebbe diciannove nipoti e venne succeduto dal figlio primogenito, il II conte, il quale fu un noto politico e diplomatico della sua epoca. Lord Clancarty prestò servizio come President of the Board of Trade e come Ambasciatore britannico nei Paesi Bassi nonché membro della camera dei lords come rappresentante irlandese dal 1808 al 1837. Nel 1815 venne creato Barone Trench, di Garbally nella Contea di Galway, nella Parìa del Regno Unito e nel 1823 venne onorato anche del titolo di Visconte Clancarty, della Contea di Cork, sempre nella Parìa del Regno Unito. L'8 luglio 1815 entrò a far parte della Nobiltà olandese quando re Guglielmo I dei Paesi Bassi lo creò Marchese di Heusden (in olandese: Markies van Heusden).
Il pronipote di Lord Clancarty, il V conte, è noto soprattutto per aver sposato la cantante inglese Belle Bilton (1867–1906) nel luglio del 1889 contro l'opposizione di suo padre. La contessa, ammessa al titolo dal 1891, morì a Garbally Park, Ballinasloe, Contea di Galway, Irlanda. L'articolo evidenzia come il IV conte lasciò tutte le sue proprietà a suo figlio.
Lord e lady Clancarty ebbero quattro figli, di cui due gemelli. Il figlio primogenito assunse il titolo di lord Kilconnel. Il figlio del V conte, il VI conte, morì senza eredi maschi e venne succeduto dal fratello minore, il VII conte (figlio quartogenito del primo matrimonio del V conte). Questi morì senza eredi e venne succeduto dal fratellastro, l'VIII conte, noto ufologo. Attualmente i titoli sono passati al nipote di questi che gli è succeduto nel 1995, il quale è l'unico figlio di Power Edward Ford Le Poer Trench, figlio secondogenito del V conte del suo secondo matrimonio.
La sede della famiglia è Garbally Court, presso Ballinasloe, nella Contea di Galway.

## Visconti Muskerry (1628)
- Charles MacCarty, I visconte Muskerry (m. 1640)
- Donough MacCarty, II visconte Muskerry (1594–1665) (creato Conte di Clancarty nel 1658)

## Conti di Clancarty, I creazione (1658)
- Donough MacCarty, I conte di Clancarty (1594–1665)
- Charles MacCarty, II conte di Clancarty (m. 1666)
- Callaghan MacCarty, III conte di Clancarty (m. 1676)
- Donough MacCarty, IV conte di Clancarty (1668–1734) (forfeit nel 1691)

## Conti di Clancarty, II creazione (1803)
- William Power Keating Trench, I conte di Clancarty (1741–1805)
- Richard Le Poer Trench, II conte di Clancarty (1767–1837) (creato Marchese di Heusden nella nobiltà dei Paesi Bassi nel 1815)
- William Thomas Le Poer Trench, III conte di Clancarty (1803–1872)
- Richard Somerset Le Poer Trench, IV conte di Clancarty (1834–1891)
- William Frederick Le Poer Trench, V conte di Clancarty (1868–1929)
- Richard Frederick John Donough Le Poer Trench, VI conte di Clancarty (1891–1971)
- Greville Sydney Rocheforte Le Poer Trench, VII conte di Clancarty (1902–1975)
- William Francis Brinsley Le Poer Trench, VIII conte di Clancarty (1911–1995)
- Nicholas Power Richard Le Poer Trench, IX conte di Clancarty (n. 1952)